# Дальнее Абруццо
Дальнее Абруццо (итал. Abruzzo Ultra) — джустициерат в составе Неаполитанского королевства. Столица — город Л’Акуила.

## История
Джустициерат Дальнее Абруццо (итал. Giustizierato d'Abruzzo Ultra) был образован 5 октября 1273 года в Алифе декретом Карла I, короля Неаполя, который разделил джустициерат Абруццо, созданный Фридрихом II, императором Священной Римской империи, на два отдельных джустициерата — Дальнее Абруццо (лат. Aprutium ultra flumen Piscariae) на севере и Ближнее Абруццо (лат. Apriutium citra flumen Piscariae) на юге. Граница между ними была проведена им по реке Пескара. Таким образом монарх надеялся укрепить обороноспособность северных рубежей своего королевства. Столицей административной единицы был город Л’Акуила. Территория джустициерата включала территории современных провинций Л’Акуила и Терамо и большую часть провинций Пескара и Риети в Италии.
Джустициерат прекратил своё существование согласно 132-му закону «Об административном делении и учреждении провинций в королевстве» (итал. Sulla divisione ed amministrazione delle province del Regno), изданным Жозефом Бонапартом, королём Неаполя 8 августа 1806 года. Вместо него были образованы две провинции — Первое Дальнее Абруццо со столицей в Терамо и Второе Дальнее Абруццо со столицей в Л’Акуиле.

## Карты

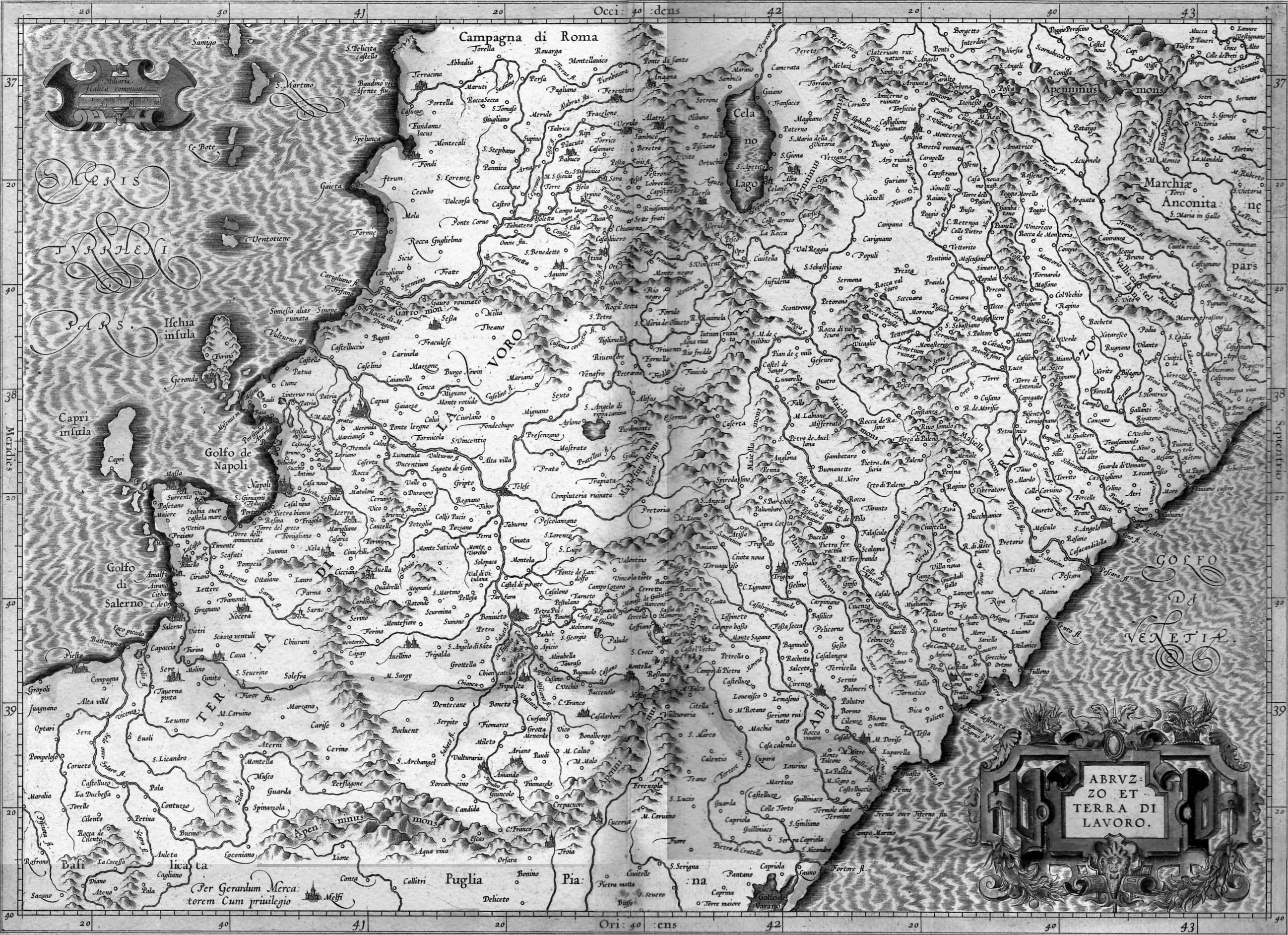
Абруццо на карте Герарда Мескатора (1589)
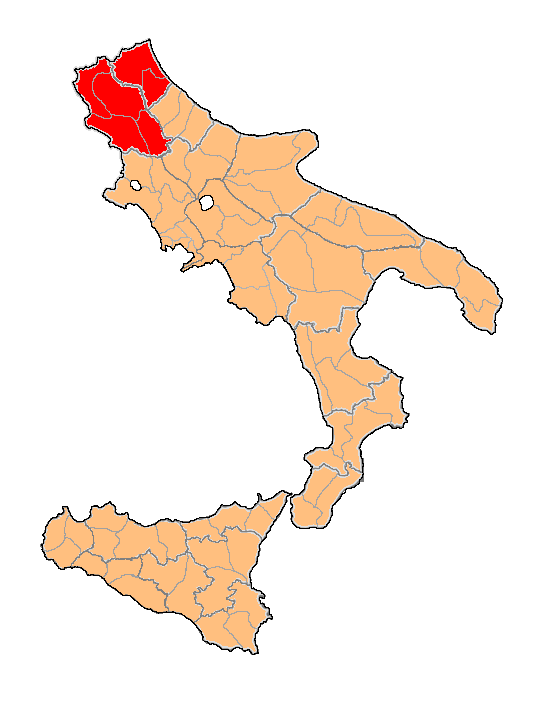
Джустициерат Верхнее Абруццо